# Gert Trebeljahr
Gert Trebeljahr (* 13. Oktober 1937 in Kossa; † 14. Dezember 1979 in Leipzig) war ein hauptamtlicher Mitarbeiter des Ministeriums für Staatssicherheit (MfS) der Deutschen Demokratischen Republik (DDR) im Dienstgrad eines Majors. 1979 wurde er zum Tode verurteilt und als drittletzte Person in der DDR hingerichtet.

## Leben
Trebeljahr war Diplomjurist und Leiter der Operativgruppe Elektronik der Abteilung XVIII (Volkswirtschaft) der Bezirksverwaltung (BV) Potsdam des MfS. Ende April 1979 entschloss sich Trebeljahr zur Flucht nach West-Berlin. Dabei wollte er geheime Unterlagen mitnehmen, die er zu diesem Zwecke sammelte. Er führte einen Staatsangehörigen der damaligen Bundesrepublik als Inoffiziellen Mitarbeiter des MfS. Über diesen versuchte er im Mai 1979 Verbindung zu westlichen Nachrichtendiensten herzustellen.
Am 7. Dezember 1979 verurteilte der 1. Militärstrafsenat des Obersten Gerichts der DDR Trebeljahr wegen vollendeter und versuchter Spionage im besonders schweren Fall in Tateinheit mit Fahnenflucht im schweren Fall zum Tode. Ein Gnadengesuch wurde von Erich Mielke abgelehnt. Die Todesstrafe wurde am 14. Dezember 1979 in der zentralen Hinrichtungsstätte der DDR in Leipzig durch unerwarteten Nahschuss in den Kopf vollstreckt. Sowohl der Prozess als auch das Urteil und die Vollstreckung wurden geheim gehalten und erst 1990 öffentlich bekannt.
Im Jahr 1998 verurteilte das Landgericht Berlin einen beisitzenden Militärrichter wegen Totschlags in Tateinheit mit Rechtsbeugung und den Militärstaatsanwalt, der in der Hauptverhandlung die Todesstrafe beantragt hatte, wegen Beihilfe zu jeweils vier Jahren Freiheitsstrafe. Sie wurden schuldig gesprochen, weil sie Trebeljahr und mit  Werner Teske einen weiteren MfS-Offizier nach dem gängigen DDR-Recht zu Unrecht zum Tode verurteilt hatten, die beide hingerichtet wurden. Am 26. Juli 1999 bestätigte der Bundesgerichtshof (BGH) die Urteile gegen die beiden an diesen Urteilen mitwirkenden Militärjuristen.